# Игнаци Раковецки
Игна̀ци Бенѐдикт Раковѐцки, герб Ро̀ля (на полски: Ignacy Benedykt Rakowiecki; на руски: Игнатий Бенедикт Раковецкий) е полски просветен деец, икономически историк, славист, филолог, преводач, славянофил. Превежда и издава на полски език „Руска правда“, най-старият сборник със закони на Киевска Рус.

## Трудове
- List do matki troskliwej o dobrze wychowanie syna swego (1811)
- Prawda ruska..., t.1 – 2. (1820 – 1822)
- O stanie cywilnym dawnych Słowian (1821)
- Poczet chronologiczny panujących w Rossyi od Ruryka do Piotra (1822)
- O sposobach upowszechnienia nauki gospodarstwa wiejskiego (1823)
- O sposobach moralnego ukszałcenia ludu polskiego (1830)
- Pisma rozmaite (1834)